# Chascanum rariflorum
Chascanum rariflorum là một loài thực vật có hoa trong họ Cỏ roi ngựa. Loài này được (A.Terracc.) Moldenke mô tả khoa học đầu tiên năm 1935.